# Blohm + Voss

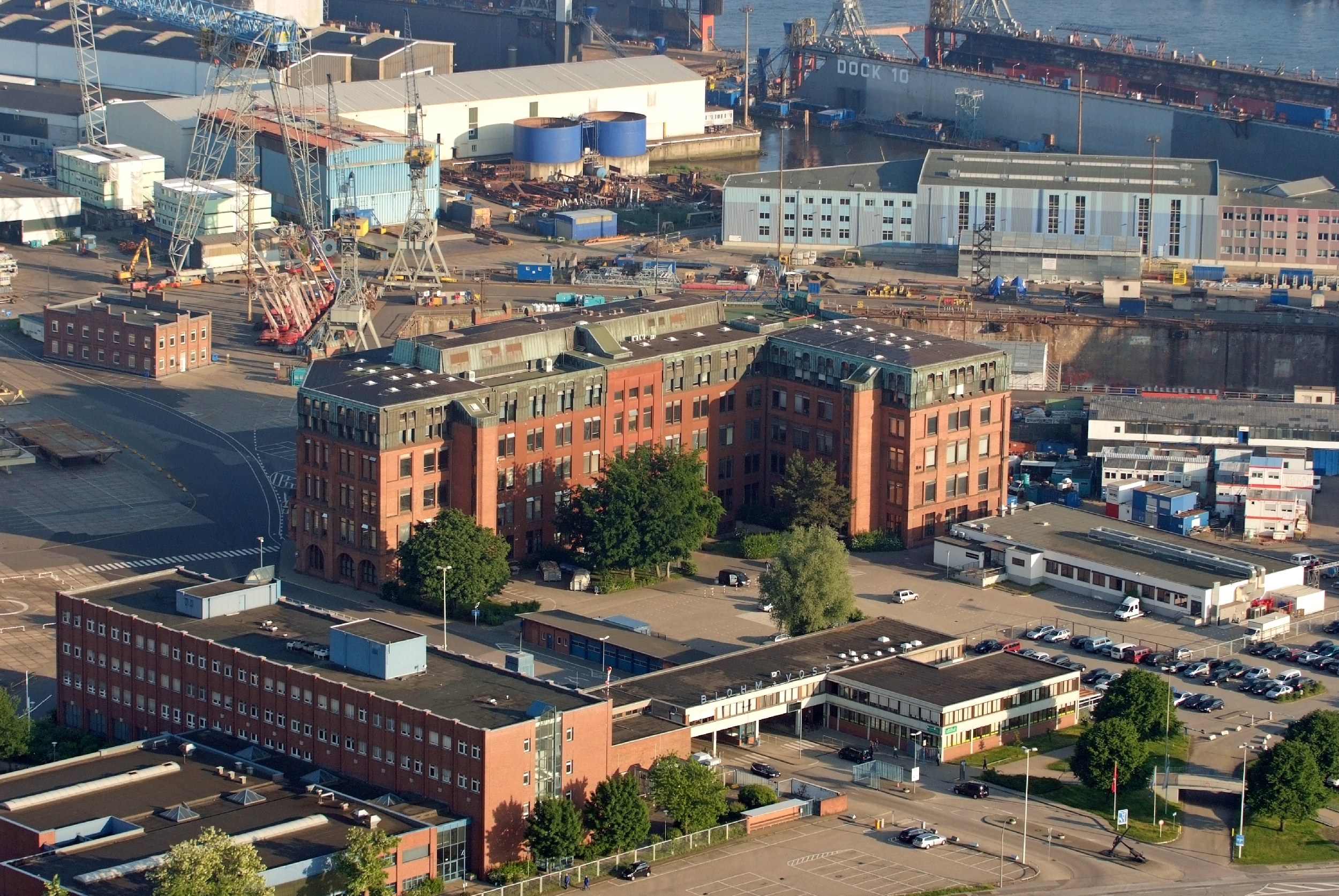
Werksgelände von Blohm + Voss: vorn die Einfahrt, mittig das Verwaltungsgebäude, rechts dahinter das Trockendock Elbe 17, oben rechts Dock 10

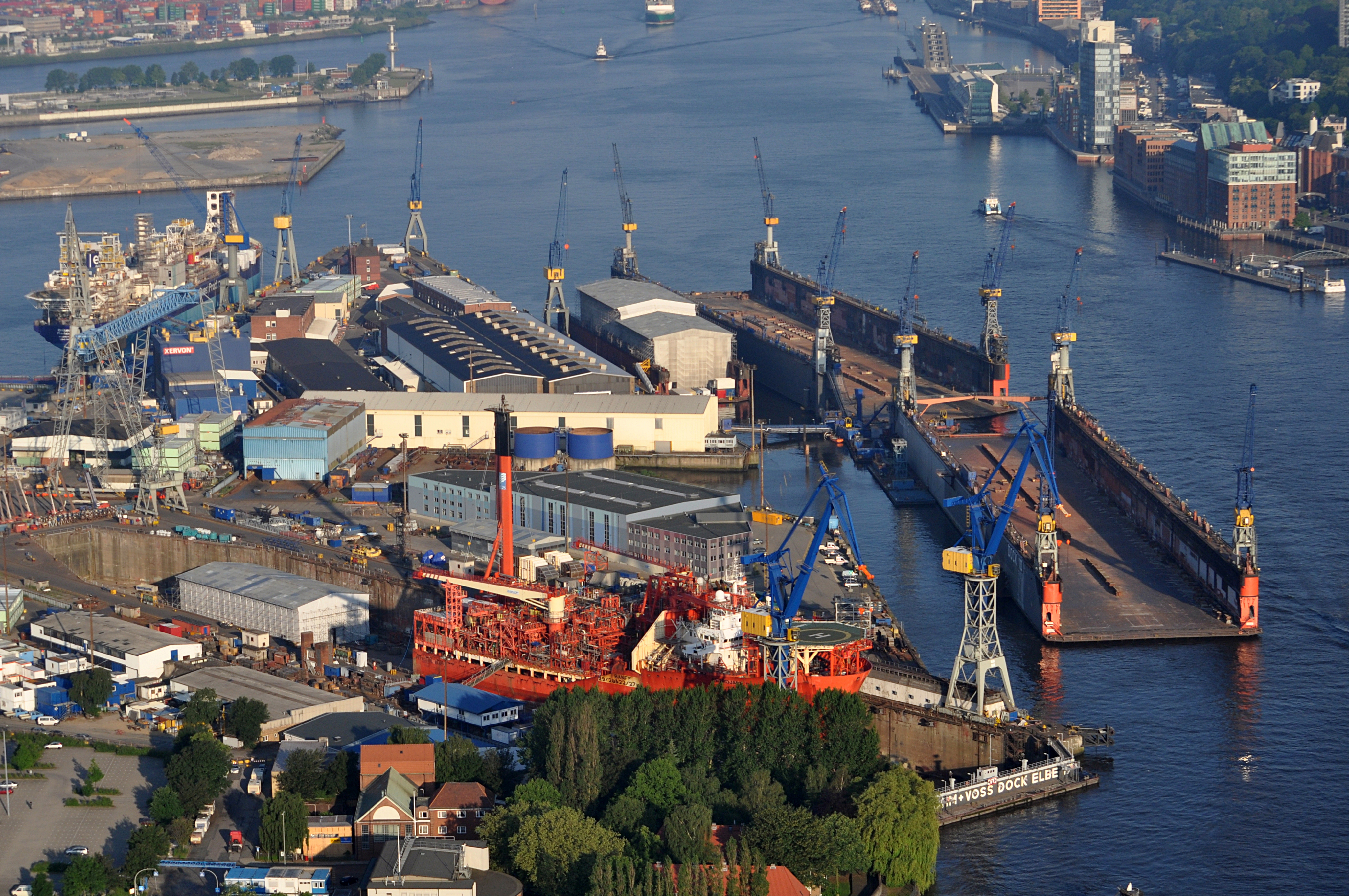
Werftgelände

Blohm+Voss (Schreibweise bis 1965 Blohm & Voss) ist eine deutsche Schiffswerft mit Hauptsitz in Hamburg-Steinwerder am südlichen Ufer der Norderelbe. Sie wurde 1877 gegründet und gilt als letzte der Großwerften im Hamburger Hafen. Seit 1996 waren die Geschäftsbereiche der Werft in eigenständige Gesellschaften überführt: die Blohm+Voss Shipyard GmbH für Schiffbau, die Blohm+Voss Repair GmbH für Schiffsreparaturen sowie die Blohm+Voss Industries GmbH für Maschinen- und Anlagenbau. Unter dem Eigentümer Star Capital Partners wurden die Industries-Teile verkauft sowie Schiffbau und Schiffsreparaturen wieder zusammengeführt.
Am 28. September 2016 teilte die Bremer Lürssen Werft mit, dass sie Blohm+Voss übernehmen wolle. Käufer war die Lürssen Maritime Beteiligungen GmbH & Co KG, die Konzernmutter der Lürssen-Gruppe. Seit dem 4. Juli 2017 firmiert die Gesellschaft als Blohm+Voss B.V. & Co. KG. Seit dem 1. Oktober 2021 gehört die Hamburger Werft zur Naval Vessels Lürssen (NVL).

## Geschichte

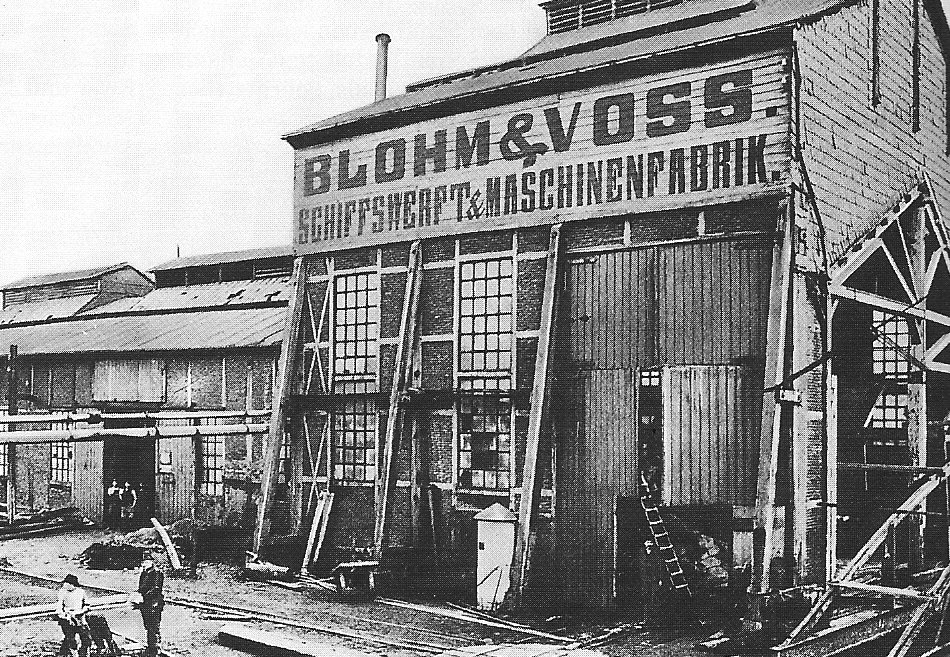
Blohm & Voss 1877

Am 5. April 1877 gründeten Hermann Blohm und Ernst Voss die Schiffswerft und Maschinenfabrik Blohm & Voss als offene Handelsgesellschaft. Sie pachteten vom eher argwöhnenden Senat der Hansestadt Hamburg ein Areal von 15.000 m² auf der Elbinsel Kuhwerder (Schreibweise bis 1946 Kuhwärder).
Die Hamburger Reedereien gaben ihre Schiffsneubauten vorzugsweise bei etablierten Werften in England in Auftrag. Deshalb mangelte es der neugegründeten Werft an Aufträgen. Das Unternehmen baute auf eigene Verantwortung und Kosten eine eiserne Bark, die Flora getauft wurde, und verkaufte diese an die Hamburger Reederei M.G. Amsinck. Erst eineinhalb Jahre nach Gründung kam es zum ersten Fremdauftrag für einen kleinen Raddampfer namens Elbe. Mit dem Frachtdampfer Burg (Baunummer 3) lief am 10. Mai 1879 das erste Schiff vom Stapel.
Blohm & Voss konnte weitere Auftragseingänge verzeichnen, deren Volumen jedoch nur knapp ausreichte. Deshalb wurden zwei weitere Schiffe auf eigene Kosten gebaut und die Rosario an Hamburg Süd und die Professor Woermann an die Woermann-Linie verkauft.
Mit dem Bau des Schwimmdocks Dock I setzte man neben dem Neubau auch auf Reparaturen; dadurch verbesserte sich die wirtschaftliche Lage stark. Bereits 1887 legte die Geschäftsleitung dem Senat einen Antrag auf Ausweitung des Werftengeländes vor. Blohm & Voss beschäftigte zu diesem Zeitpunkt 1200 Mitarbeiter. Im Jahr 1891 folgte die Umwandlung zur Kommanditgesellschaft auf Aktien. Die Hamburger Kaufleute Carl Laeisz und Adolph Woermann wurden Vorsitzende des Aufsichtsrates.
Mit der Kaiser Karl der Große wurde 1899, nach dem Kleinen Kreuzer Condor 1892, infolge des Flottengesetzes erstmals ein großes Kriegsschiff an die Kaiserliche Marine ausgeliefert. Daraufhin nahm der Anteil an Bauten von Marineschiffen deutlich zu. Der militärische Geschäftszweig warf hohe Gewinne ab und galt als krisensicher, da die Kaiserliche Marine in Anbetracht imperialistischer Bestrebungen rüstete. Die Werft etablierte sich als Hauptbauwerft für Schlachtkreuzer der Kaiserlichen Marine. Am 28. März 1911 lief dort z. B. die Goeben vom Stapel.
1905 wurde das Areal über einen neuen Pachtvertrag mit dem Hamburger Senat auf 560.000 m² mit drei Kilometern Wasserfront ausgedehnt. Damit hatte Blohm & Voss das weltweit größte geschlossene Werftgelände und mit dem 1913 errichteten neuen Hammerwippkran auch den größten Kran dieser Art. Darauf folgte 1906 ein Lizenzabkommen mit Parsons über den Bau von Turbinen, und mit dem Kleinen Kreuzer Dresden entstand das erste Turbinen- und Vierschraubenschiff der Werft. In dieser Zeit war der Schiffsarchitekt Ernst Foerster Konstruktionschef von Blohm + Voss.
1908 wurde Dock 5 mit 46.000 t Hebevermögen als das weltweit größte Schwimmdock in Dienst gestellt. In den Jahren 1911/1912 wurde nach einem Entwurf der Architekten Hermann Distel & August Grubitz auf dem Werftgelände das noch heute bestehende Verwaltungsgebäude errichtet.
1913 wechselte Ernst Voss in den Aufsichtsrat, er starb 1920.
„Blohm & Voss sowie andere deutsche Werften planten bereits vor dem Ersten Weltkrieg, der osmanischen Regierung ihre Kriegsschiffe zu verkaufen. Allerdings war der britische Einfluss auf die osmanische Marine traditionell sehr groß. Erst der Kriegseintritt der Osmanen auf der Seite der Mittelmächte und Enver Paschas persönliches Engagement ermöglichte den deutschen Werften eine größere Aktivität.“

### Erster Weltkrieg
„Blohm & Voss bemühte sich ab 1915 federführend um den Bau einer Werft in der Türkei (um dort Kriegsschiffe zu produzieren) und entsandte Vertreter, um die dortige Lage zu sondieren. Gleichzeitig ließ sich die Werft von ihrem Vertreter in Istanbul, der Firma Walter Berghaus, regelmäßig Bericht erstatten. Die Namen aller osmanischen Offiziellen (darunter Enver, Cemal und Talât Pascha) wurden dabei kriegsüblich „chiffriert“. Aus dem Briefwechsel geht hervor, dass Walter Berghaus enge Beziehungen zu Mittelsmännern wie Ömer Nazım pflegte, die wiederum den Kontakt zu Enver Pascha (Kriegsminister) herstellten oder gar Informationen über dessen zukünftige Absichten an Berghaus weiterleiteten. Das 1915 angestoßene Projekt wurde aber nie umgesetzt.“
Die Produktion in Hamburg wurde vornehmlich auf den U-Boot-Bau umgestellt, auch wenn das Unternehmen mit U-Booten keine Erfahrung hatte und die Werftanlagen nicht für derart kleine Bauten ausgelegt waren. Insgesamt entstanden 98 U-Boote. Nur wenige Handelsschiffe, sechs Große Torpedoboote und der Kleine Kreuzer SMS Cöln entstanden in den Kriegsjahren. Zwei Schlachtkreuzer der Mackensen-Klasse wurden nicht mehr fertiggestellt. Um die durch Einberufungen zum Militärdienst fehlenden Arbeiter zu ersetzen, wurden Frauen und Kriegsgefangene eingesetzt.

### Zwischen den Kriegen

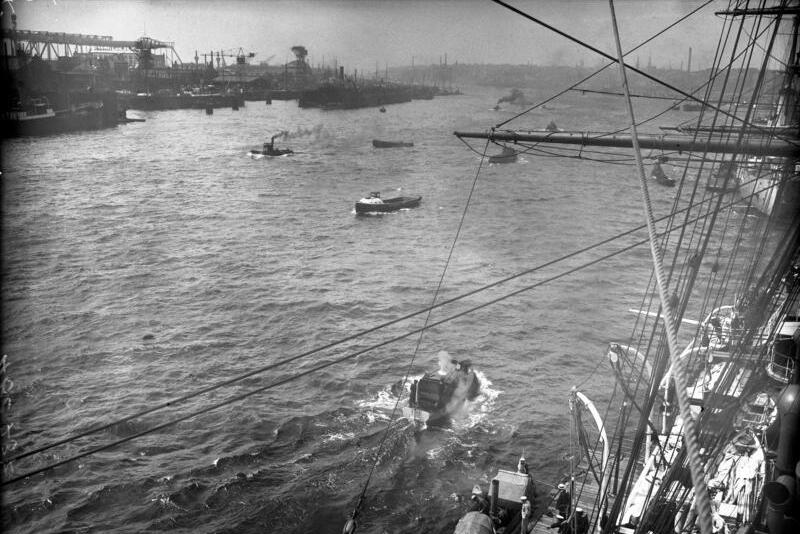
Blick auf Steinwerder und auf das Werftgelände, 1924

Der Versuch eines Arbeiter- und Soldatenrates, am 11. November 1918 die Kontrolle der Werft zu übernehmen, scheiterte. Aufgrund der Ansprüche der günstigen Währungs-Kurse für das Ausland gab es bis 1922 auch ohne den Kriegsschiffbau viele Aufträge. In den Folgejahren aber wurden nur noch wenige Schiffe hergestellt, die meisten für die Reedereien der HAPAG und den Norddeutschen Lloyd.
Im Jahr 1930 starb Hermann Blohm, seine Söhne Rudolf und Walther Blohm hatten bereits seit Ende des Ersten Weltkrieges die Firmenleitung übernommen. Während der Weltwirtschaftskrise begnügte sich die Werft mit kleinen Aufträgen und dem Abwracken von alten Schiffen. Die Werft hatte 1932 nur noch knapp 3000 Beschäftigte.

### Nationalsozialismus und Zweiter Weltkrieg

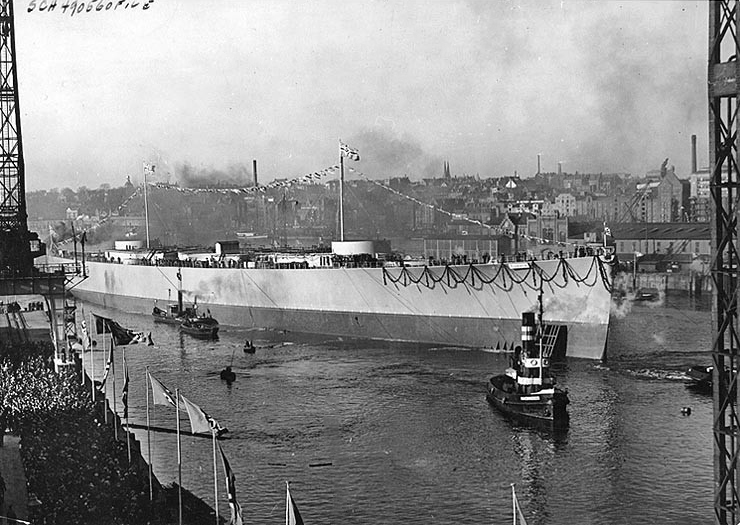
Stapellauf der Bismarck von der Helling 9 am 14. Februar 1939

Rudolf und Walther Blohm begrüßten die Machtergreifung Hitlers und der NSDAP, da nun in Vorbereitung des Krieges öffentliche Mittel in den Schiffbau flossen und im Zuge der Aufrüstung der Wehrmacht die Zahl der Aufträge wieder zunahm, selbst im Export. Mit den fünf Neubauten der Gorch-Fock-Klasse, davon eines (Mircea) für die Rumänischen Seestreitkräfte, verließen bis November 1939 auch wieder Segelschulschiffe die Hellinge der Werft. Walther Blohm baute ab 1933 mit dem Tochterunternehmen Hamburger Flugzeugbau (HFB) in Wenzendorf (später auch Finkenwerder) ein weiteres Standbein auf. Im Deutschen Reich gehörte die Werft zu den wichtigsten Lieferanten von Handels- und Kriegsschiffen. Blohm & Voss baute unter anderem den Schweren Kreuzer Admiral Hipper (1936) der Kriegsmarine sowie das Fahrgastschiff Wilhelm Gustloff (1937) der NS-Organisation Deutsche Arbeitsfront (DAF), das bis Kriegsbeginn deren Unterorganisation NS-Gemeinschaft „Kraft durch Freude“ (KdF) für Kreuzfahrten einsetzte. Zu diesem Zeitpunkt hatte die Werft wieder etwa 14.000 Beschäftigte. Die in den Kino-Wochenschauen ausführlich gezeigten Feierlichkeiten zum Stapellauf des Schlachtschiffs Bismarck von der (heute nicht mehr existierenden) Helling 9 am 14. Februar 1939 waren als nationale Propagandaschau angelegt.
Während des Zweiten Weltkrieges konzentrierte sich das Unternehmen vollständig auf den U-Boot-Bau, hauptsächlich wurden die Typen VII C und XXI hergestellt. B & V baute mit 224 U-Booten rund 20 Prozent von insgesamt 1153 Booten der Kriegsmarine und war damit größter Auftragnehmer vor der zum Deschimag-Konzern gehörenden AG Weser (162 Boote) in Bremen. Das auf Weisung des Oberkommandos der Marine gebaute, 351 Meter lange Trockendock Elbe 17 wurde 1942 fertiggestellt und an die Werft verpachtet. Im gleichen Jahr wurde Rudolf Blohm Leiter des Hauptausschusses Schiffbau des von Albert Speer geleiteten Reichsministeriums für Bewaffnung und Munition. Seine Aufgabe war es, die U-Boot-Produktion für die Kriegsmarine zu erhöhen und gleichzeitig den zivilen Schiffbau im besetzten Europa anzukurbeln. Als er scheiterte, weil er nicht genügend Arbeiter, Material und Bauplätze bereitstellen konnte, wurde er des Postens wieder enthoben. Auch auf der eigenen Werft kam es zu Engpässen. Um die Vorgaben der nationalsozialistischen Regierung erfüllen zu können, insbesondere die Steigerung des U-Boot-Baus, setzten Walther und Rudolf Blohm Tausende von Zwangsarbeitern aus ganz Europa ein. Heute sind 26 Lager im Stadtgebiet bekannt, die von Blohm & Voss Schiffbau betrieben wurden oder an denen sie beteiligt waren, zwei davon auf dem Betriebsgelände Steinwärder und zwei weitere auf dem Areal der B & V, Abt. Flugzeugbau (bis 1937 HFB) in Finkenwerder.
Ab Sommer 1944 wurden zudem Häftlinge aus dem KZ Neuengamme eingesetzt, auf dem Werftgelände neben dem Südeingang des Alten Elbtunnels richtete Blohm & Voss am 9. Oktober 1944 ein Außenlager des KZs ein. Dort wurden etwa 600 Gefangene interniert und zur Arbeit gezwungen, unter ihnen größere Gruppen aus Polen und der Sowjetunion. Etwa ein Fünftel der Gefangenen arbeitete in der Maschinenfabrik als Dreher, Maschinenbauer, Kranführer oder in ähnlichen Positionen. Nach Bombenangriffen wurden Häftlinge auch zum Entschärfen von Blindgängern und anderen Aufräumarbeiten herangezogen. Überlebende berichteten von regelmäßigen Misshandlungen und Schikanierungen, sowohl während als auch außerhalb der Arbeit. Die genaue Zahl der Opfer ist nicht mehr feststellbar, es muss von mindestens 250 Toten ausgegangen werden.

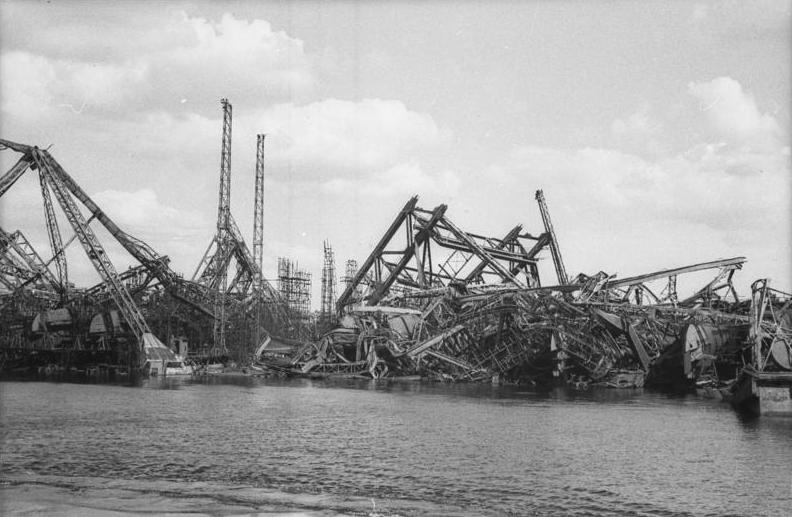
Nach Kriegsende gesprengte Helgenkrangerüste von Blohm & Voss mit U-Booten des Typs XXI
(Foto von 1948)

Im Februar 1945 waren noch 16.339 Beschäftigte, größtenteils Zwangsarbeiter und die aus dem KZ Neuengamme zwangsrekrutierten Häftlinge, auf der Werft tätig. Auf Wunsch der Firmenleitung ließ die SS am 12. April 1945 das Außenlager auf Steinwärder räumen und transportierte die noch lebenden Häftlinge zurück in das Stammlager Neuengamme.
Die Werft wurde bei insgesamt 38 Luftangriffen getroffen, das erste Mal am 18. Mai 1940. Insgesamt wurden 1667 Spreng- und 3503 Brandbombeneinschläge registriert. Wegen der drei auf dem Gelände befindlichen Luftschutzbunker waren die Opfer unter den Beschäftigten relativ gering. Die Werft war bei Kriegsende zwar stark zerstört, jedoch immer noch arbeitsfähig. Zum 31. Dezember 1945 erfolgte auf Anordnung der Britischen Militärverwaltung die Schließung. 1946 wurden die Helgenkrangerüste gesprengt und in der Folgezeit gemäß der im Abschlussprotokoll der Potsdamer Konferenz gefassten Beschlüsse fast die gesamten restlichen Anlagen als Reparationsleistung demontiert.
Es wurde keine Gedenkstätte für das KZ-Außenlager an der heutigen Hermann-Blohm-Straße eingerichtet. Blohm + Voss zahlt jedoch jährlich einen unbekannten Betrag in den Entschädigungsfonds für Zwangsarbeiter ein. 1953 hatte der Betriebsrat eine Gedenktafel für elf in KZs ermordete ehemalige Werftarbeiter auf dem Betriebsgelände eingerichtet, unter anderem wurde an Dagobert Biermann und an acht Mitglieder der Bästlein-Jacob-Abshagen-Gruppe erinnert. Der Verbleib der Tafel ist unbekannt.

### Nachkriegszeit

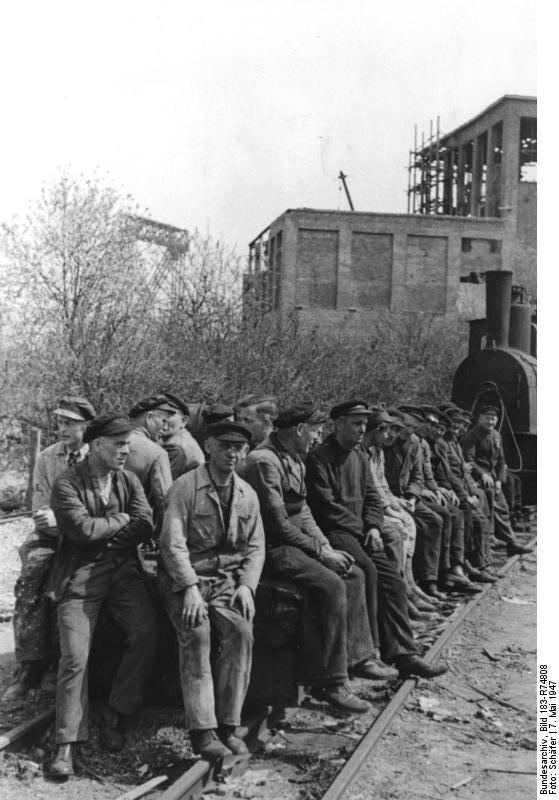
Sitzstreik bei Blohm & Voss in Hamburg, 7. Mai 1947

Im Jahr 1950 beschäftigte die Werft nur noch 48 Angestellte und 127 Arbeiter. Nach Beendigung der Demontage wurde am 1. April 1951 die Steinwerder Industrie AG gegründet, die schrittweise die Erlaubnis zur Reparatur von Schiffen (1953), zum Bau von Küsten- (1954) und in der Folge von Seeschiffen (Ende 1954) erhielt. Darauf folgte 1955 die Rückbenennung Blohm & Voss AG. Dabei wurden 50 Prozent des Aktienkapitals für 20 Millionen D-Mark an die Phoenix-Rheinrohr AG veräußert. Diese war mehrheitlich im Besitz von Amélie Thyssen. Der Thyssen-Konzern bekam somit immer mehr Einfluss und die Familie Blohm zog sich mit der Zeit aus dem Unternehmen zurück. In den folgenden Jahren konzentrierte sich die Firma vornehmlich auf den Bau von Massengutfrachtern. Ab 1962 wurden auch wieder im größeren Maße Aufträge der Bundesmarine sowie für Kriegsschiffbauten aus aller Welt angenommen.
Nach der Wiederinbetriebnahme des nach dem Zweiten Weltkrieg stillgelegten Docks Elbe 17 am 12. Dezember 1967 verfügte die Werft über eines der größten Trockendocks in Europa.
1968 entstanden die ersten Vollcontainerschiffe (1. Generation) der Werft; die Elbe Express und Alster Express für die Hamburg-Amerikanische Packetfahrt-Actien-Gesellschaft (HAPAG). Zu dem Zeitpunkt waren etwa 7800 Personen beschäftigt.
Am 13. Oktober 1969 verübten zwei Anhänger der Außerparlamentarischen Opposition auf die noch im Bau befindliche portugiesische Korvette João Coutinho einen Sprengstoffanschlag, der die Fertigstellung des Schiffs um acht Monate verzögerte. Menschen kamen nicht zu Schaden.

### Mitte der 1970er Jahre bis 2008

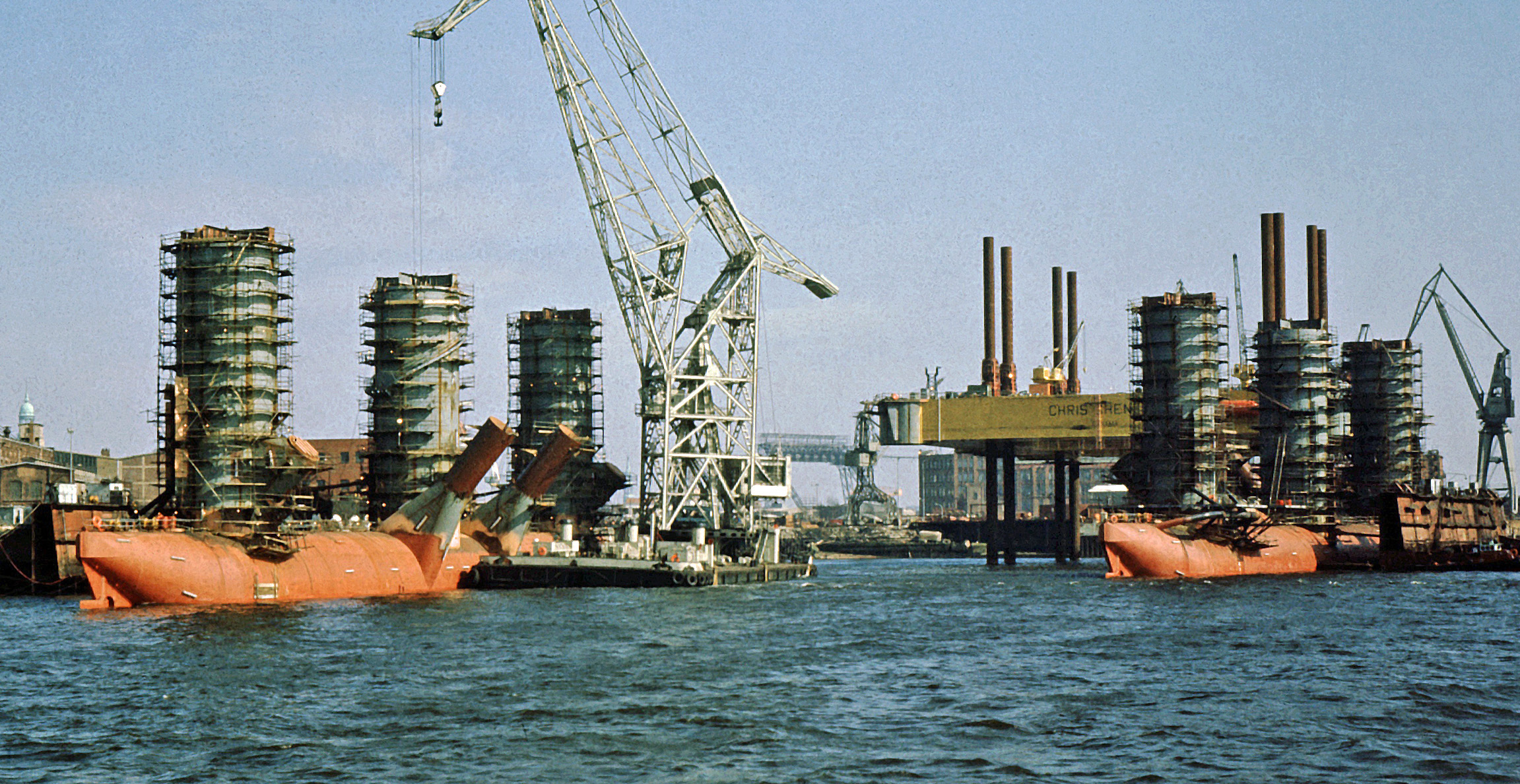
Bau des Offshore-Halbtauchers Chris Chenery aus drei vorgefertigten Komponenten (1974)

Mitte der 1970er Jahre erweiterte Blohm+Voss seinen Produktbereich um „Offshore“ (Ölbohrinseln, Versorgungs- und Unterstützungseinrichtungen) und nahm den Marineschiffbau mit dem neu entwickelten MEKO-Typ wieder auf. Dieser Typ ist seitdem im Export erfolgreich. Etwa 40 Einheiten (Fregatten, Korvetten) wurden bisher gebaut.
Zum 1. Januar 1986 wurde das Werk Ross der HDW (ehemalige Vulkanwerft) übernommen und als selbstständige Tochterfirma Ross Industrie GmbH zunächst weitergeführt. Am 1. Oktober 1987 stellte das Unternehmen den Betrieb ein.
1995 wurde die Blohm+Voss AG in die eigenständigen Firmen Blohm + Voss GmbH für Schiffbau auf der Werft mit etwa 1000 Beschäftigten, die Blohm + Voss Repair GmbH für Schiffsreparaturen und Dockbetrieb mit etwa 350 Beschäftigten sowie die Blohm + Voss Industries GmbH für Maschinen- und Anlagenbau mit etwa 350 Beschäftigten, geteilt.

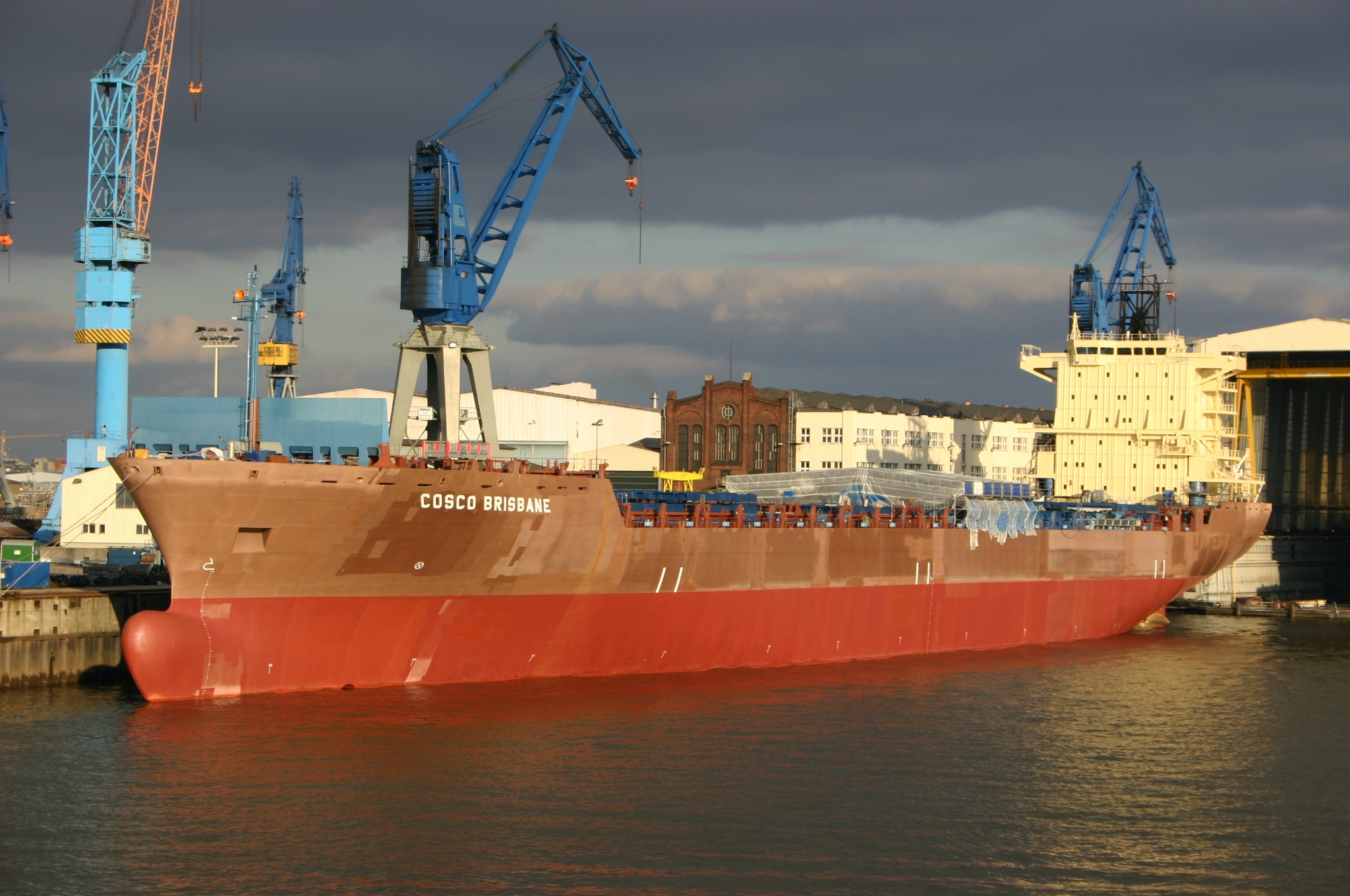
Die Cosco Brisbane am 19. März 2005

Die drei Bereiche wurden unter „Blohm + Voss Shipyards & Services“ zusammengefasst und waren von Januar 2005 bis 2010 Betriebsteil der ThyssenKrupp Marine Systems AG (TKMS), die wiederum zum Bereich „Technologies“ der ThyssenKrupp AG gehörte. Innerhalb TKMS hatte Blohm+Voss vor allem die Aufgaben der Entwicklung und des Baus von Megayachten und größeren Marineschiffen.
Die Turbinensparte wurde Anfang 2006 von der MAN Turbo AG und die Wehrtechnik-Sparte der BVI Ende 2006 von Krauss-Maffei Wegmann übernommen.
Ab 5. Januar 2005 war bei Blohm+Voss die Zentrale der ThyssenKrupp Marine Systems beheimatet. Dieser gehörten an:
- Blohm+Voss
- Blohm+Voss Repair
- Blohm+Voss Industries
- Nordseewerke GmbH, Emden
- Howaldtswerke-Deutsche Werft, Kiel
- Kockums, Schweden
- Hellenic Shipyards, Griechenland

2008 erfolgte eine weitere Reorganisation, um die Geschäftsbereiche Zivilschiffbau und Marineschiffbau eigenständiger aufzustellen.
Die Blohm+Voss GmbH wurde unterteilt in:
- Blohm+Voss Shipyards GmbH (zivil)
- TKMS Blohm + Voss Nordseewerke GmbH (Marine, ab dem 1. Juli 2010 Blohm + Voss Naval GmbH)

### Gescheiterter Verkauf an „Abu Dhabi MAR“, 2009–2011
Am 15. Oktober 2009 wurde bekannt gegeben, dass mit der arabischen Holding Abu Dhabi MAR, einer internationalen Schiffbaugruppe mit Sitz in Abu Dhabi, der Verkauf der Firmen Blohm + Voss Shipyards GmbH, Blohm + Voss Repair GmbH und Blohm + Voss Industries GmbH vereinbart wurde.
Am 24. März 2010 wurde Blohm+Voss, die letzte der einst zahlreichen Großwerften im Hamburger Hafen, offiziell an den arabischen Investor Abu Dhabi MAR verkauft. Im April 2010 wurde der Kaufvertrag zum Erwerb von Blohm + Voss Shipyards in Hamburg sowie der Fertigungseinrichtungen für den zivilen Schiffbau der ehemaligen HDW Gaarden inklusive der Mitarbeiter in Kiel vollzogen. Abu Dhabi MAR sollte jeweils 80 % an den Hamburger Gesellschaften Blohm + Voss Repair und Blohm + Voss Industries erhalten. Die Unternehmen einigten sich außerdem auf eine Partnerschaft für den Marinebereich, die die Gründung eines 50:50-Joint-Ventures mit dem Namen Blohm + Voss Naval für den Bereich Design und Projekt-Management im Überwasser-Marineschiffbau beinhaltet. Ende Juni 2011 wurde bekannt, dass Abu Dhabi MAR offensichtlich Schwierigkeiten mit der Finanzierung des Kaufes hatte.
Am 1. Juli 2011 gab ThyssenKrupp bekannt, dass der Verkauf von Blohm+Voss doch nicht zustande kam. Einzig der zivile Teil von HDW in Kiel-Gaarden (jetzt German Naval Yards Holdings) würde an Abu Dhabi MAR veräußert. ThyssenKrupp hatte den Verkauf der zivilen Teile von Blohm+Voss in Hamburg und der Howaldtswerke-Deutsche Werft (HDW) in Kiel an die Holding bereits 2009 angekündigt, die Detailverhandlungen hatten sich jedoch immer wieder verzögert. In den letzten Monaten hätten sich wesentliche Voraussetzungen für ein gemeinsames Vorgehen verändert, hieß es nun. Damit blieb Blohm+Voss unter der Leitung von ThyssenKrupp.

### Eigentümer „Star Capital“, 2011 bis 2016
Mitte September 2011 äußerten sowohl die in Bremen-Vegesack ansässige Lürssen-Werft als auch der britische Private-Equity-Fonds Star Capital Partners Interesse an einer Übernahme, die sich auch auf ausgewählte Aktivitäten beschränken könnte. Anfang Dezember 2011 stimmte ThyssenKrupp dem Verkauf an Star Capital zu, der lediglich den zivilen Teil der Werft mit knapp 1500 Beschäftigten betraf und die Gesellschaften Blohm+Voss Shipyards, Blohm+Voss Repair (inklusive Blohm+Voss Oil Tools) und Blohm+Voss Industries sowie deren Tochtergesellschaften betraf. Der Verkauf wurde am 27. Februar 2012 abgeschlossen. Der Kaufpreis wurde mit rund 150 Millionen Euro angegeben.
Mit diesem Verkauf erfolgte die Trennung von ThyssenKrupp und Blohm+Voss.
ThyssenKrupp konzentrierte sich nun auf den Marineschiffbau durch ThyssenKrupp Marine Systems (TKMS).

#### Verkauf von Unternehmensteilen durch „Star Capital“
- Star Capital verkaufte den Bereich Blohm+Voss Industries Anfang 2013 an die SKF-Gruppe.[19][20] Das Unternehmen firmiert heute unter dem Namen SKF Marine GmbH.
- Zum 1. Juli 2013 wurde Oil-Tools an das amerikanische Unternehmen Forum Energy Technologies verkauft und firmiert heute unter dem Namen Forum B+V Oil Tools[21]
- Das Tochterunternehmen für Prüfdienstleistungen Blohm+Voss Inspection Service GmbH (BIS) wurde rückwirkend zum 1. Oktober 2013 vom Zeppelin-Konzern übernommen. Es wurde als Tochterunternehmen der Zeppelin Rental GmbH & Co. KG mit Sitz in Garching als BIS Inspection Service GmbH fortgeführt.[22][23]

##### Verschmelzung von „Blohm+Voss Repair“ und „Blohm+Voss Shipyards“ zur „Blohm+Voss GmbH“
Vom 1. März 2015 bis zur Übernahme durch die Lürssen-Werftengruppe führte der niederländische Manager Fred van Beers das Unternehmen. Er veranlasste die Zusammenlegung der Unternehmen Blohm+Voss Shipyards und Blohm+Voss Repair zur Blohm+Voss GmbH und dabei auch den Umzug der Konstruktionsabteilung von Kiel nach Hamburg zur Fokussierung der Business-Unit (BU) „Yachten“. Die Fertigungsbereiche wurden als BUs „Production Services“, „Ship Services“ und „Power Plant and Marine Systems“ stärker auf Kundensegmente aufgegliedert.

### Übernahme durch die Lürssen-Werftengruppe im November 2016
Am 28. September 2016 wurde die geplante Übernahme von Blohm+Voss durch die Lürssen-Werftengruppe bekanntgegeben. Käufer war Lürssen Maritime Beteiligungen GmbH & Co KG, die Konzernmutter der Lürssen-Gruppe. Nach Genehmigung durch das Bundeskartellamt wurde die Transaktion am 11. November 2016 effektiv. Lürssen verstärkte durch die Übernahme für rund 230 Mio. Euro seine Position im Refitgeschäft für Yachten. Das Leistungsportfolio im Reparaturgeschäft kommerzieller Schiffe (Handelsschiffe und Kreuzfahrer) erweiterte sich durch Blohm+Voss, das Neubaugeschäft von Marineschiffen wurde innerhalb der Unternehmensgruppe Lürssen abgerundet. Blohm+Voss arbeitete bereits seit Jahren mit Lürssen beim Bau von Marineschiffen zusammen, z. B. beim Bau der Fregattenklasse F 125 und dem 2. Los der Korvette K 130 für die Deutsche Marine.

### Rechtsformwechsel in eine Kommanditgesellschaft
Mit Wirkung zum 4. Juli 2017 erfolgte im Rahmen des laufenden Anbindungsprozesses an die Unternehmensgruppe Lürssen eine formwechselnde Umwandlung der Blohm+Voss GmbH in die Blohm+Voss B.V. & Co. KG. Mit dieser Umwandlung in die Rechtsform einer Kommanditgesellschaft fand eine Angleichung der Struktur an die der gesamten Unternehmensgruppe Lürssen statt.

### Naval Vessels Lürssen (NVL)
Lürssen hat die Sparte Marineschiffbau zum 1. Oktober 2021 in die Naval Vessels Lürssen (NVL) Group ausgegründet, die Rechtsnachfolgerin des früheren Teilbetriebs der Lürssen-Sparte Defence ist. Das Unternehmen ist unverändert Teil der familiengeführten Unternehmensgruppe Lürssen. Zur NVL Group gehören das Bremer Unternehmen NVL B.V. & Co. KG als Dachgesellschaft, Blohm+Voss in Hamburg, die Peene-Werft in Wolgast, die Reparaturwerften Neue Jadewerft in Wilhelmshaven und die Norderwerft in Hamburg sowie Standorte in Australien, Bulgarien und Brunei.

## Gebaute Schiffe (Auswahl)

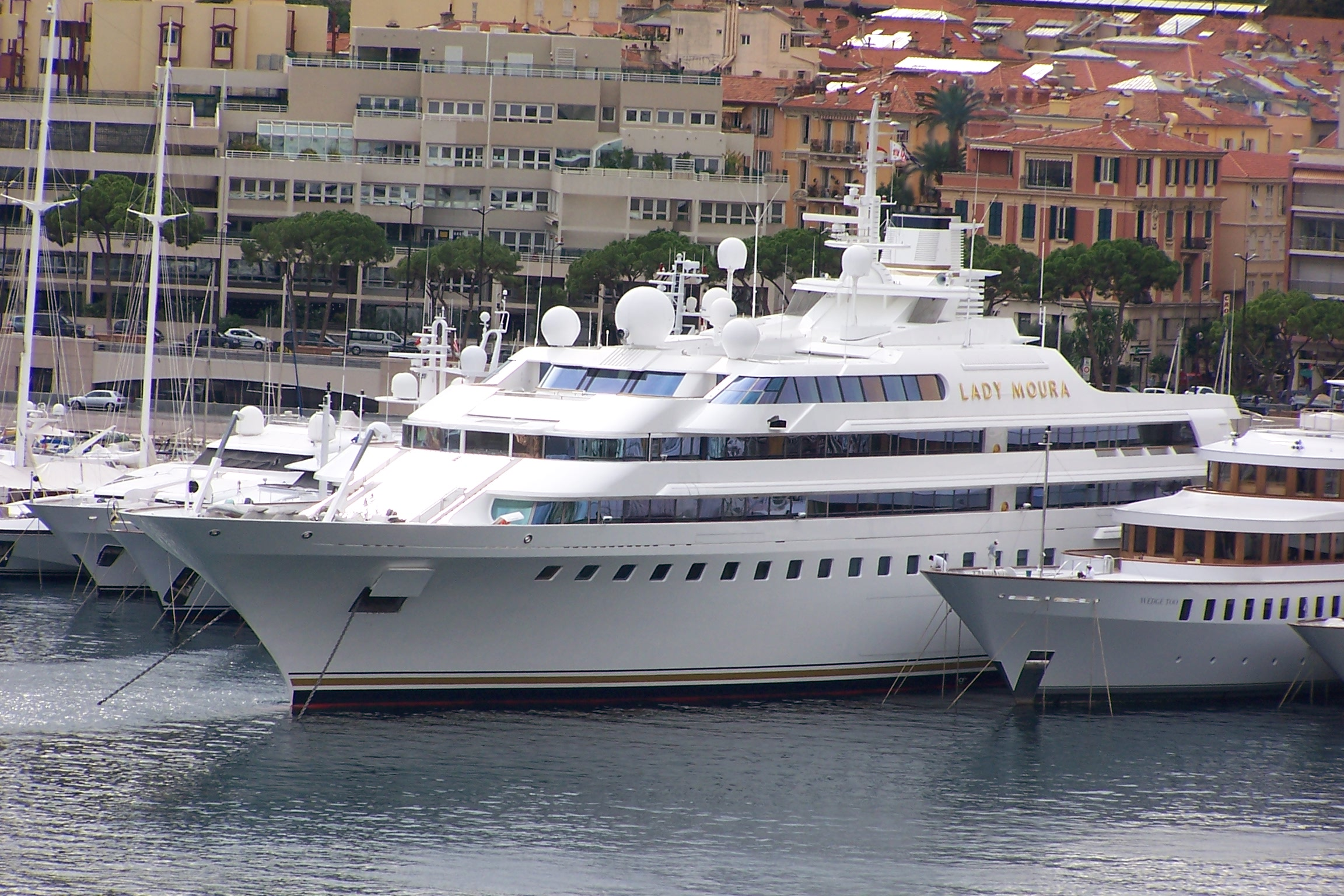
Die Lady Moura im Hafen von Monaco

Die Megayacht Lady Moura wurde 1990 nach einem Entwurf des italienischen Architekten Luigi Sturchio gebaut und 2003 überarbeitet. Sie ist, gemessen an der Gesamtlänge, mit 104,85 Metern Länge eine der größten Superyachten. Ihre Tankkapazität ermöglicht Transatlantikreisen. Der Mannschaftsbereich bietet Platz für über 60 Besatzungsmitglieder. Ihre Maximalgeschwindigkeit beträgt etwa 20 Knoten; sie verfügt unter anderem über einen Helikopterlandeplatz.
Das Schiff gehört dem saudi-arabischen Bauunternehmer Mohammed Nasser ar-Raschid (oder: al-Raschid), läuft unter der Flagge der Bahamas und hat Palma als Heimathafen.
Die ECO (später Katana, jetzt unter dem Namen Enigma) ist mit Gasturbinen und drei Wasserstrahlantrieben auf hohe Geschwindigkeit (38 Knoten) ausgelegt. Sie besitzt eine Gesamtlänge von 74,5 Metern. Ursprünglich ließ sich der mexikanische Medienzar Emilio Azcarraga-Milmo die ungewöhnliche Yacht mit den bidirektionalen Spiegelscheiben als ECO bauen, verkaufte sie jedoch kurz nach Auslieferung an den Oracle-Chef Larry Ellison, der sie auf Katana umtaufte. Sie wurde in Enigma umbenannt und gehört den Brüdern David und Frederick Barclay.

## Galerie

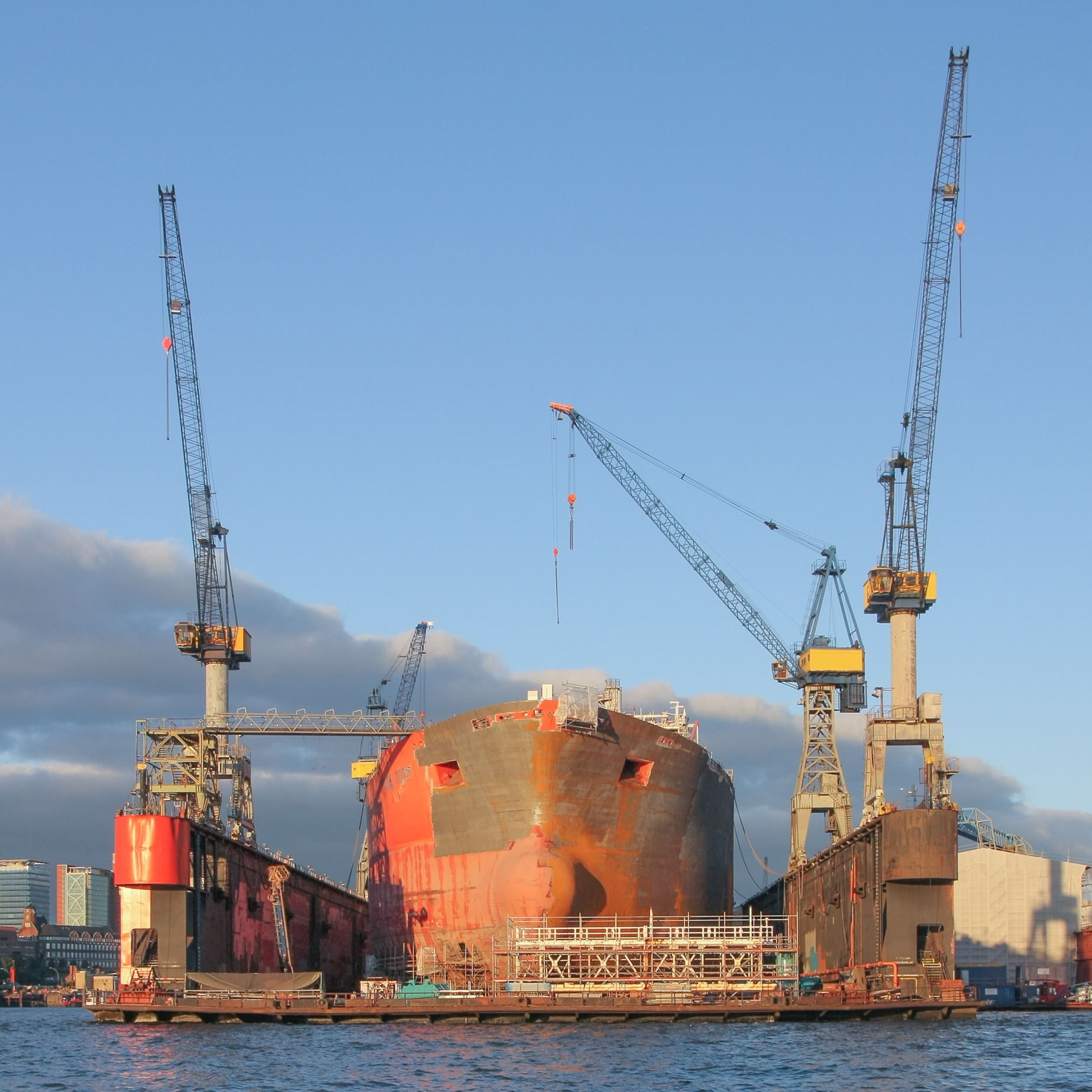
Das Ölproduktionsschiff Uisge Gorm im Dock 11 im Hamburger Hafen
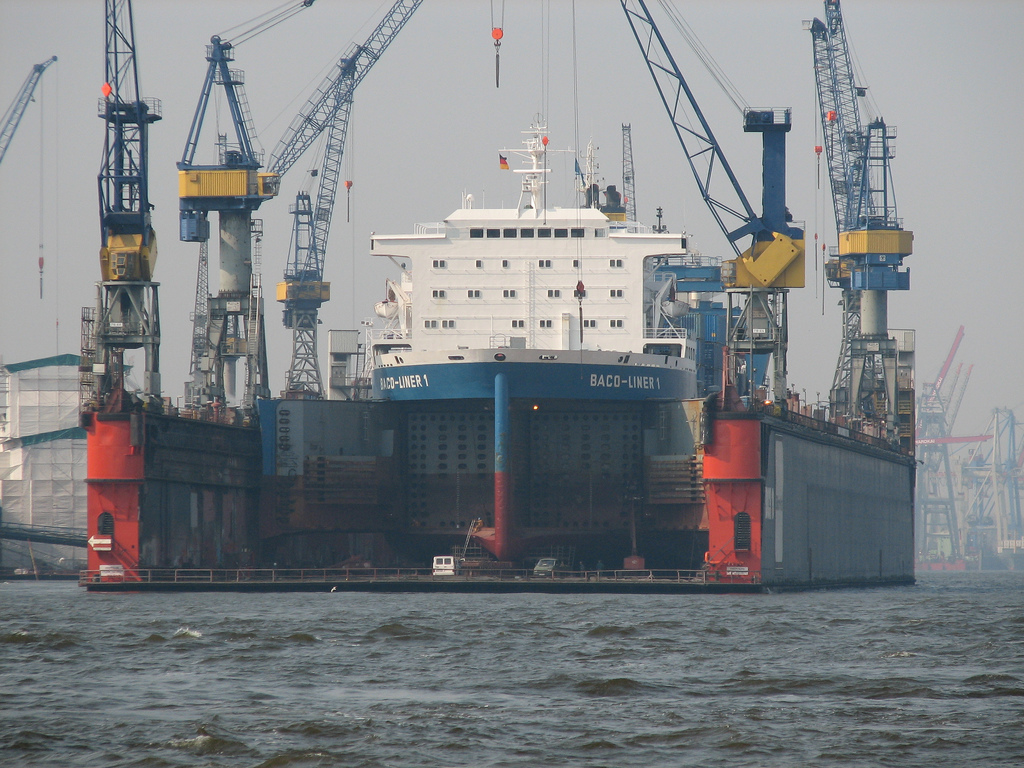
Blohm + Voss Dock 10 in Hamburg
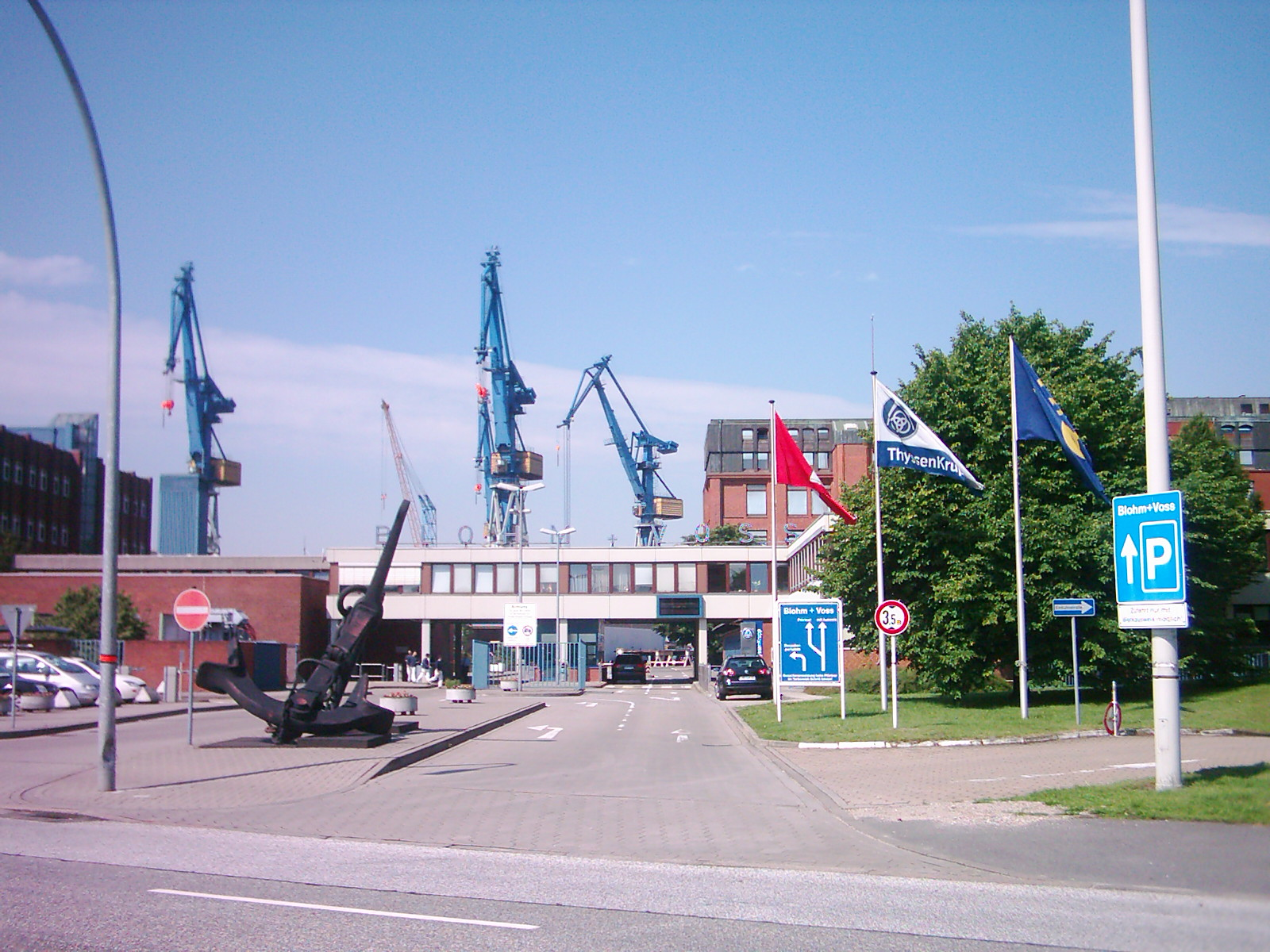
Werkszufahrt 2007
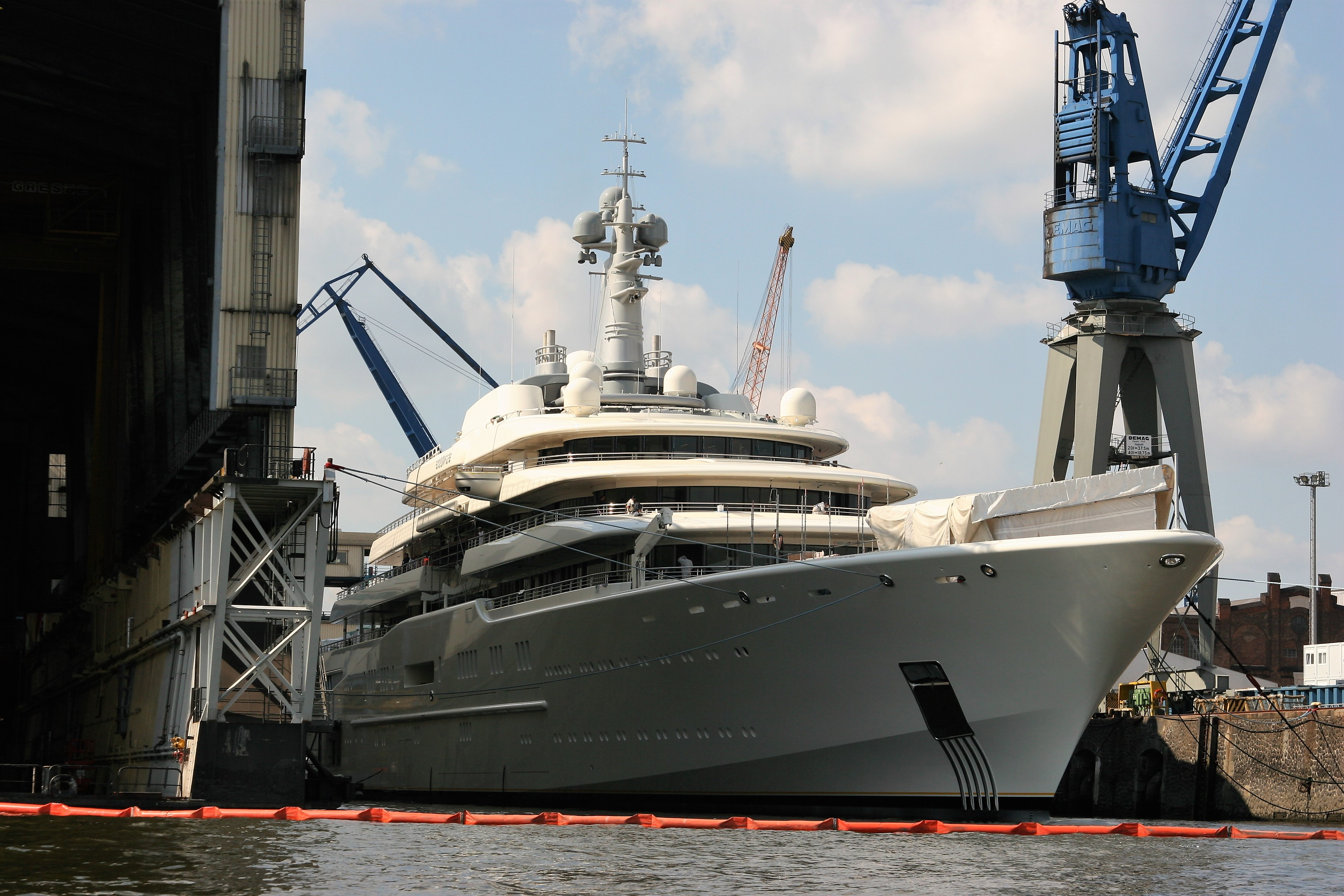
Megayacht Eclipse